# امپراتریس سوئیکو
امپراتریس سویکو (به ژاپنی: 推古天皇 Suiko-tennō)
(۱۵ آوریل ۶۲۸–۵۵۴)، سی و سومین امپراتور ژاپن و نخستین ملکهٔ سلطنتی در ژاپن بود. بعد از او هفت امپراتریس دیگر به نام‌های امپراتریس کوگیوکو، امپراتریس جیتو، امپراتریس گمه‌ای، امپراتریس گنشو، امپراتریس کوکن، امپراتریس میشو و امپراتریس گو-ساکوراماچی به عنوان ملکهٔ سلطنتی در تاریخ ژاپن به سلطنت رسیدند.
در زمان سلطنت امپراتریس سویکو، شاهزاده شوتوکو تایشی (۶۲۲–۵۷۴) به عنوان نایب السلطنه انتخاب شد.